# 梭吻鱸亞科
梭吻鱸亞科，是條鰭魚綱鱸形目鱸科下的一個亞科。

## 分類
本亞科屬於鱸科，目前有3個屬：
- 羅馬尼亞鱸屬 Romanichthys Dumitrescu, Banarescu & Stoica, 1957
- 梭吻鱸屬 Sander  Oken, 1817
- 金吉鱸屬 Zingel Cloquet, 1817